# Camp de Tarragona
Das Camp de Tarragona ist eine historische Region, aber auch aktuell eines von sieben Territorien (àmbits funcionals territorials), in der Autonomen Gemeinschaft Katalonien, das 1995 mit dem Regionalplan (Pla territorial general de Catalunya) durch Gesetz beschlossen wurde. Die historische Region ist nicht deckungsgleich mit dem heutigen Àmbit.

## Camp de Tarragona heute

Aufteilung Kataloniens in 7 Regionen nach dem Regionalplan von 1995:
Àmbit metropolità
Alt Pirineu i Aran
Camp de Tarragona
Comarques Centrals
Comarques Gironines
Ponent
Terres de l’Ebre

Das Àmbit Camp de Tarragona hat 466.068 Einwohner (2009) und eine Fläche von 2.928 km². Die Region liegt im Süden Kataloniens, am Mittelmeer, in der Provinz Tarragona. Sie wird von ihren Bewohnern meist nur „el Camp“ genannt. Die wichtigsten Städte sind Tarragona und Reus.
Das Camp de Tarragona wird begrenzt durch das Mittelmeer im Süden und durch die Bergzüge von Argentera, Colldejou und Laberia im Westen, von Prades und Miramar im Norden und von Montagut und Montmell im Osten. Es besteht zu 25 % aus Bergland.

### Comarcas
Stand: 2009
| Comarca          | Einwohner | Fläche (km²) |
| ---------------- | --------- | ------------ |
| Alt Camp         | 35.771    | 479,99       |
| Baix Camp        | 146.585   | 687,56       |
| Baix Penedès     | 66.407    | 295,37       |
| Conca de Barberà | 18.780    | 649,00       |
| Priorat          | 9.228     | 499,00       |
| Tarragonès       | 189.296   | 315,00       |

### Àmbits funcionals territorials (AFT)
- Alt Pirineu i Aran
- Àmbit Metropolità de Barcelona
- Ponent
- Comarques Centrals
- Comarques gironines
- Terres de l’Ebre

## Das historische Camp de Tarragona

Das historische Camp de Tarragona

Das historische Camp de Tarragona ist heute unterteilt in die Comarcas Alt Camp, Baix Camp und Tarragonès und hat fast 380.000 Einwohner auf 1.570 km². Die Hauptorte sind Tarragona, Reus und Valls; die wichtigsten Flüsse sind der Francolí und der Gaià.

### Geschichte
Die im 8. Jahrhundert von den Mauren besetzte Region wurde im 10. Jahrhundert durch die Grafen von Barcelona zurückerobert. Dabei erhielt sie bereits den Namen „Camp der Tarragona“. Die seit mehreren Jahrhunderten nahezu entvölkerte Region wurde in der Folge von Menschen aus der Grafschaft Barcelona besiedelt und es wurden zahlreiche Festungen erbaut.
1118 übergab Graf Ramon Berenguer III. die Herrschaft über Tarragona und den „Camp“ an Oleguer, den Bischof von Barcelona und Erzbischof von Tarragona. Dieser wiederum übertrug 1129 den Besitz an den normannischen Ritter Robert d’Aguiló, allerdings ohne die Kirchen mit ihren Gütern und den von ihr abhängigen Menschen sowie ohne dem Zehnten für alle Häuser, Burgen, Feldfrüchte und Tiere. Der Graf von Barcelona bestätigte diese Schenkung.
Schon bald führten Streitigkeiten zwischen Robert d’Aguiló und dem auf Oleguer folgenden Erzbischof Bernat de Tort dazu, dass Letzterer 1151 die Stadt und den Camp an Graf Ramon Berenguer IV. zurückgab, damit dieser das Gebiet aufteile. Nach mehreren Konflikten mit Robert, der nicht auf seine Rechte verzichtet hatte, musste dieser 1153 schließlich doch zwei Drittel seiner Rechte an den Erzbischof und an den Grafen abtreten.
Die Streitigkeiten der drei Herren dauerten an. Sowohl der Erzbischof als auch der Graf von Barcelona verfügten über die Ländereien ohne die Nachfahren von Robert d’Aguiló zu berücksichtigen. Dieser Zwist führte schließlich 1168 zur Ermordung von Roberts Sohn Wilhelm, und 1171 aus Rache zur Ermordung des Erzbischofs Hug de Cervelló. Die normannische Familie verlor daraufhin alle Besitztümer und Rechte.
1173 trafen der neue Erzbischof Guillem de Torroja und König Alfons II. eine Vereinbarung, welche die Grundlage zur Regierung und Verwaltung der Stadt und des Camp. Sie hatte Bestand bis König Johann I. 1391 seinen Anteil an das Bistum verkaufte.
Die mit der Zeit entstandenen Klöster Poblet und Santes Creus verkleinerten mit ihren Besitzungen das Herrschaftsgebiet des Camp um einige Orte. 1259 ist der Bau eines ersten Hospitals in Valls dokumentiert und bis zum 15. Jahrhundert von weiteren drei. Hervorzuheben ist auch der Bau des Zisterzienserklosters Santes Creus bei Aiguamúrcia zwischen dem 12. und 15. Jahrhundert.

#### Comuna del Camp de Tarragona
Als 1305 Erzbischof Tello die Gemeinden des Camp aufforderte, sich an den Kosten für die Instandsetzung der Stadtmauer von Tarragona mit drei Fünfteln zu beteiligen, widersetzten sich diese und versammelten sich in La Selva del Camp. Aus der wiederholten Zusammenkunft dieser Gemeinden entstand die Interessengemeinschaft der Comuna del Camp de Tarragona als Gegenpart zur bischöflichen Herrschaft. 1330 musste Erzbischof Joan d’Aragó den Vertretern der Gemeinden ein Mitbestimmungsrecht gewähren. Alle Maßnahmen, die den Camp de Tarragona betrafen, mussten nun mit den Gemeinden abgestimmt sein und nicht nur mit dem Rat der Stadt Tarragona. So wirkte die Comuna del Camp de Tarragona mitten im Feudalismus wie ein Vorläufer eines Parlaments. Obwohl die Comuna hauptsächlich administrative Aufgaben erfüllte, hatten die getroffenen Entscheidungen oft auch politisches Gewicht.
Ab 1358 durften die Gemeinden der Comuna unter Graf Pere III. von Barcelona (Peter IV. von Aragón) selbständig einige Verbrauchssteuern erheben und deren Höhe festlegen. 1399 erlaubte Graf Martin I – und 1402 auch der Erzbischof – den Gemeinden, Bürgerwehren zu bilden, um Verbrechen zu verfolgen. Schließlich erkannten sie zu Beginn des 14. Jahrhunderts auch den Comuner an, den Präsidenten der Gemeinschaft der Comuna del Camp de Tarragona, dessen Aufgabe es war, die errungenen Privilegien zu verteidigen.
Die Gemeinden waren in der Comuna entsprechend der Anzahl ihrer Haushalte vertreten. Die Delegierten wurden von jeder Gemeinde eigenständig nominiert und ab dem 15. Jahrhundert durch die Familienoberhäupter öffentlich gewählt.

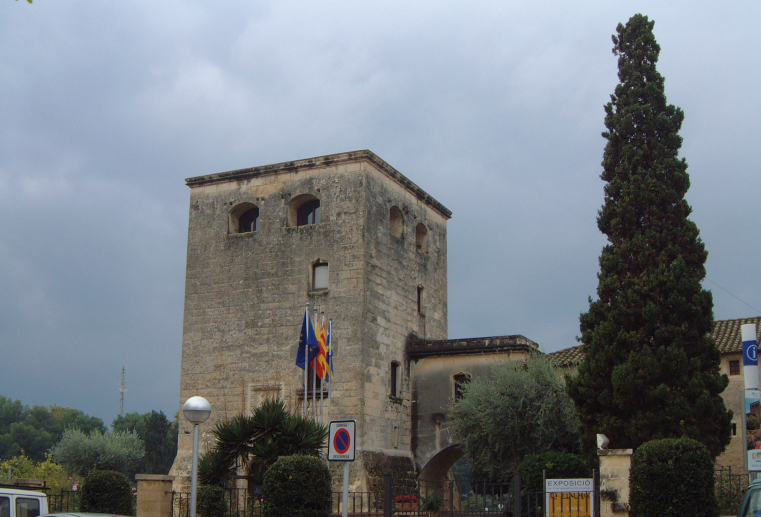
Die Torre Vella in Salou, ein Verteidigungsturm von 1530

1498 widersetzte sich die Comuna der Besteuerung von Brot und Fleisch um den Ausbau des Hafens in Tarragona zu finanzieren. Der gesamte Warenverkehr des Camp de Tarragona war auf den Hafen von Salou ausgerichtet. Daraufhin erwirkte der Rat der Stadt Tarragona 1509 bei Ferdinand II. ein Verbot, Waren zum Hafen von Salou zu transportieren. Der Widerstand der Comuna gegenüber der Stadt wurde dadurch verstärkt.
1558 forderte die Comuna Maßnahmen gegen die zahlreichen Beutezüge der Seeräuber. Ihr Beitrag dazu bestand in der Unterkunft und Verpflegung von Streitkräften, der Bekämpfung des Schmugglerwesens, der Aufrechterhaltung der öffentlichen Ordnung, der Verteidigung und insbesondere der Befestigung des Hafens von Salou. Wesentliche Einnahmequelle war der Export von Wein.
Neben Tarragona entwickelte sich im Norden Valls zur zweitwichtigsten Stadt. Während des 16. und 17. Jahrhunderts erlebte die ganze Region eine starke Zuwanderungswelle aus Frankreich.
Die Comuna wurde 1716 durch die Dekrete der „Nueva Planta“ aufgelöst.

#### Neuzeit
In den folgenden zwei Jahrhunderten erlitt das Land einen wirtschaftlichen Niedergang aufgrund von Missernten, Heuschreckenplagen (1686–88) und durchziehenden Truppen im Krieg gegen Frankreich. Zahlreiche Schlachten im Unabhängigkeitskrieg gegen Napoleon fanden in der Region statt, insbesondere die blutige Schlacht von Valls vom 25. Februar 1809 unter den Generälen Laurent de Gouvion Saint-Cyr und Theodor von Reding. Unter Ferdinand VII. kam es auch im Camp de Tarragona zu Auseinandersetzungen zwischen Freisinnigen und Absolutisten und 1833 wurde ein Freiwilligenheer gegen die Carlisten aufgestellt.
Ab Mitte des 19. Jahrhunderts war die Geschichte des Camp geprägt von ersten Arbeiteraufständen in Valls (1864), der Gründung von Ausschüssen für die Revolution von 1868 (genannt la Gloriosa, „Die Glorreiche“) und von verschiedenen Schlachten des Dritten Carlistenkriegs, insbesondere die Schlacht von Vilabella am 18. Mai 1874, in welcher die Carlisten die Liberalen vernichtend schlugen. Die öffentliche Versteigerung nichtproduktiver landwirtschaftlicher Flächen im Besitz hauptsächlich der katholischen Kirche und verschiedener Orden unter der Regierung Godoy (die sog. desamortización), betraf viele Besitzungen in der Region, so etwa das Kloster Santes Creus, welches in der Folge 1835 teilweise verlassen wurde. In der letzten Dekade des 19. Jahrhunderts kam mit der Bildung von Genossenschaften verstärkt der Korporatismus auf (Societat de Treballadors del Camp 1888, Cooperativa de Vila-rodona 1895) und ab Beginn des 20. Jahrhunderts bildete sich der Syndikalismus.
1936, in der Zweiten Spanischen Republik, wurde das Camp de Tarragona in die comarques Alt Camp, Tarragonès und Baix Camp aufgeteilt.

## Bahnhof Camp de Tarragona

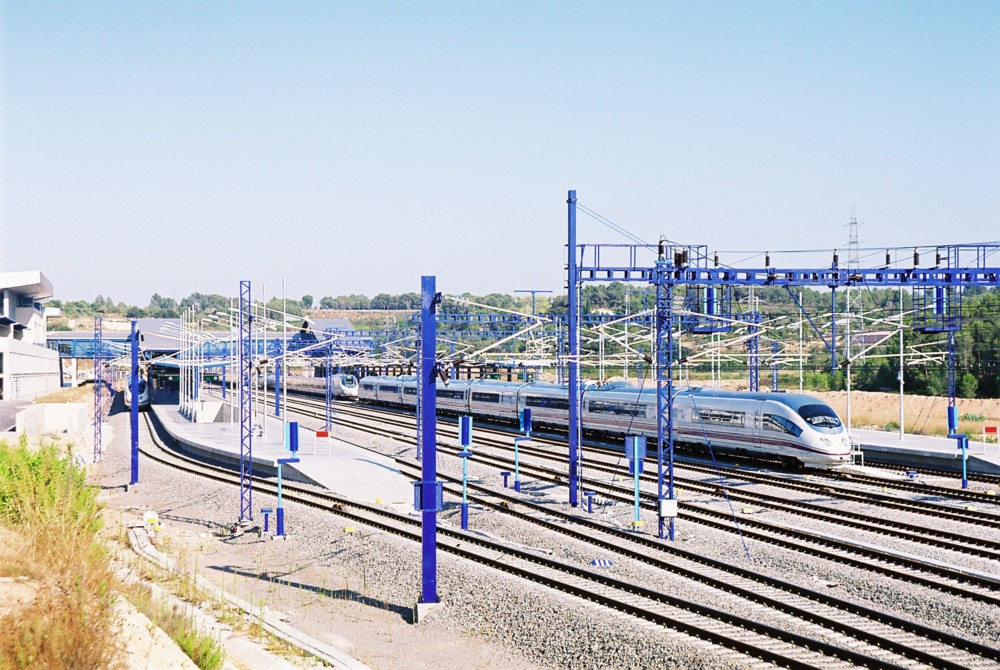
Bahnhof Camp de Tarragona im August 2007

„Camp de Tarragona“ ist auch der Name des neu erbauten Bahnhofs an der Neubaustrecke Madrid–Barcelona–Französische Grenze. Der am 19. Dezember 2006 eröffnete Bahnhof liegt zwischen den Orten La Secuita und Perafort, etwa 8 km nördlich von Tarragona. Er erschließt ein Gebiet mit rund 400.000 Einwohnern. Vor dem 20. Februar 2008 endete die Schnellfahrstrecke von Madrid östlich des Bahnhofs. Am 20. Februar 2008 ging auch der restliche Streckenabschnitt bis Barcelona in Betrieb.